# G. Bingham Powell, Jr.
G. Bingham Powell, Jr. (* 1942) ist ein US-amerikanischer Politikwissenschaftler und Professor an der University of Rochester. Er amtierte 2011/12 als Präsident der American Political Science Association (APSA). Er wurde durch seine Beiträge zur Vergleichenden Politikwissenschaft bekannt.
Powell wurde 1968 an der Stanford University zum Ph.D. promoviert. Sein Buch Contemporary Democracies. Participation, Stability, and Violence aus dem Jahr 1982 und das 1978 gemeinsam mit Gabriel Almond vorgelegte Buch Comparative politics. System, process, and policy werden zu den Schlüsselwerken der Politikwissenschaft gezählt, weil es die ersten systemtheoretisch orientierten Lehrbücher der vergleichenden Politikwissenschaft sind.
1991 wurde Powell in die American Academy of Arts and Sciences gewählt.

## Schriften (Auswahl)
- Ideological representation: achieved and astray. Elections, institutions and the breakdown of ideological congruence in parliamentary democracies. Cambridge University Press, Cambridge (UK)/New York 2019, ISBN 978-1-10848-2-141.
- Comparative politics today. A world view. 12. Auflage, Pearson, New York 2018, ISBN 978-0-13463-978-9 (herausgegeben mit Kaare Strøm, Melanie Manion). Bis zur 6. Auflage (HarperCollins, New York 1996, ISBN 0673524744) sind Powell und Gabriel Almond als gemeinsame Verfasser ausgewiesen.
- Elections as instruments of democracy. Majoritarian and proportional visions. Yale University Press, New Haven 2000, ISBN 0300080158.
- Contemporary democracies. Participation, stability, and violence. Harvard University Press, Cambridge, Mass. 1982, ISBN 0674166868.
- Mit Gabriel Almond (Hrsg.): Comparative Politics Today. A World View, Boston / Toronto 1980.